# Isabella Menin
Isabella Novaes Menin (n. 2 iunie 1996, Marília, São Paulo, Brazilia) este un fotomodel brazilian, care a fost aleasă Miss Grand International 2022, desfășurată în Indonezia.

## Biografie
Isabella Menin este de origine braziliană și italiană și s-a născut într-o familie de oameni de afaceri din Marília, un oraș din regiunea de mijloc-vest a statului São Paulo. Mama ei, Adriana Novaes, este o fostă câștigătoare a domnișoarei Marília și candidată la multe concursuri internaționale. Ea este, de asemenea, strănepoata omului de afaceri, Lazaro Ramos Novaes, și nepoata lui Alfredo Novaes, două dintre cele mai mari nume de la începutul industrializării Mariliei.
În perioada 2015 – 2016, ea a studiat programul de economie managerială și de afaceri la o școală independentă din Londra, David Game College, a absolvit cu onoare de primă clasă o diplomă de licență în economie de la Universitatea Westminster în 2019 și a obținut un master în finanțe de la University College London în 2020. Înainte de a participa la concursul Miss Grand Brazil în 2022, ea a lucrat ca model internațional și paraplanificator pentru Thomson Tyndall, o firmă privată de planificare financiară și gestionare a investițiilor din Regatul Unit.
Isabella a înființat și o organizație caritabilă numită „Beyond Project”, care sprijină asociațiile pentru persoanele cu dizabilități din Brazilia.
Isabella Menin a reprezentat Alto Cafezal la Miss Grand Brazil 2022, a concurat împotriva altor 30 de candidați și a câștigat titlul național. Apoi a reprezentat țara la Miss Grand International 2022 și a câștigat, de asemenea, competiția, desfășurată pe 25 octombrie 2022 la Centrul Internațional de Convenții Sentul din Indonezia, când a fost încoronată de deținătoarea titularului Miss Grand International 2021, Nguyễn Thúc Thùy Tiên din Vietnam. Ea este prima deținătoare a titlului din Brazilia ca Miss Grand International.